# Wu Qidi

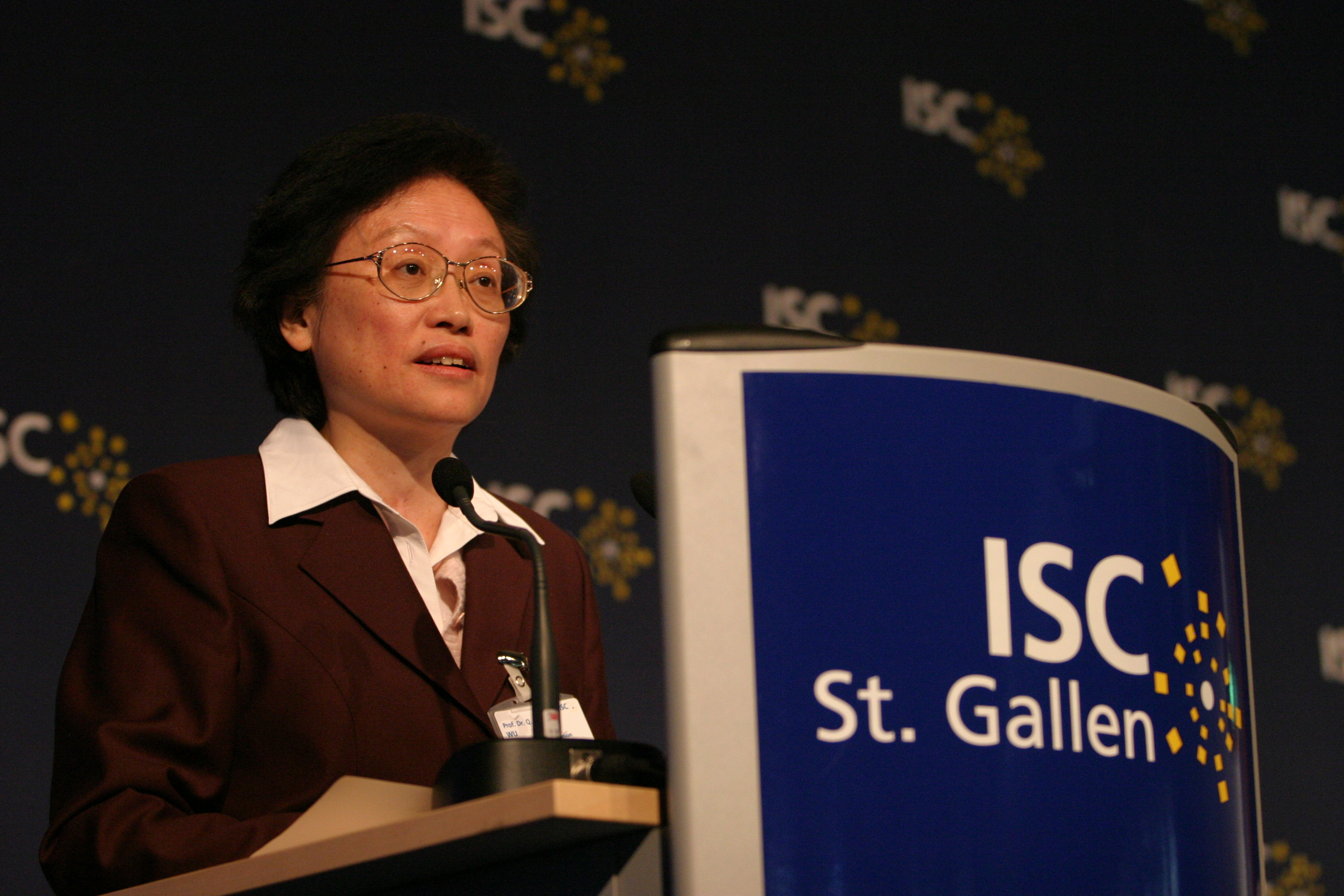
Wu Qidi

Wu Qidi (chinesisch 吴启迪; * 1947 in Yongjia in Wenzhou) ist eine chinesische Wissenschaftlerin, Präsidentin der Tongji-Universität (1995–2003) und seit 2003 stellvertretende Bildungsministerin der Volksrepublik China.

## Leben
Wu Qidi studierte an der Pekinger Tsinghua-Universität und schloss mit einem Bachelor in Sendetechnik und einem Master in Automationstechnik ab. Von 1970 bis 1975 war sie acht Jahre lang in der chinesischen Industrie tätig. Nebenbei engagierte sie sich im Forschungsinstitut für Standardisierung im Ministerium für Elektroindustrie in Peking.
1985 wurde sie an der ETH Zürich mit einer Arbeit „Stabilitätsanalyse von Regelsystemen mit Begrenzungen“ im Fachbereich Elektrotechnik zum Dr. sc. techn. promoviert. Nach einer Gastprofessur an der ETHZ war sie an der Tongji-Universität in Shanghai als Professorin, Direktorin des Lehrstuhls für Automatik, Vizedekanin der Fakultät für Elektrotechnik, Vizepräsidentin der Universität und seit 1995 als Präsidentin der Tongji-Universität tätig.
Seit 2003 ist sie stellvertretende Bildungsministerin der Volksrepublik China und ist in dieser Funktion für das Hochschulwesen von mehr als 1500 chinesischen Hochschulen mit ca. 20 Millionen Studierenden und für die Berufsausbildung mit 12 Millionen Berufsschülern zuständig.
Sie ist verheiratet, hat zwei Kinder und wohnt in Bejing.

## Auszeichnungen und Ehrungen
- „Young Teachers of the Pioneering Dr. FOK Ying-tung Education Fund“ der staatlichen Bildungskommission
- Zweiter Preis der Großen Wissenschafts- und Technologie-Reformkommission für nationale Sicherheit in China
- „Young Experts with Outstanding Achievements“ (1996)
- „Outstanding Scholars After Studying Abroad“ (1997)
- „Ten National Outstanding Women“ (1998)
- Bundesverdienstkreuz der Bundesrepublik Deutschland¨ (1999)